# Universitätssternwarte Wien
Die Universitätssternwarte Wien ist eines der beiden vom Institut für Astrophysik der Universität Wien betriebenen Observatorien. Sie befindet sich im Sternwartepark auf der Türkenschanze, einer breiten Anhöhe am nordwestlichen Stadtrand von Wien im 18. Wiener Gemeindebezirk Währing. Die andere ist das Leopold-Figl-Observatorium auf dem Schöpfl im Wienerwald.
Von ihrer Gründung 1755 als Observatorium Caesareo-Regium Viennense durch Maria Theresia bis zu dem 1874 begonnenen Umzug an den heutigen Standort befand sich die Wiener Universitätssternwarte im Stadtzentrum auf dem Dach der Alten Universität (Dr.-Ignaz-Seipel-Platz, heute Akademie der Wissenschaften). Dieses Observatorium war die erste Universitätssternwarte des deutschen Sprachraums.
Bei seiner Neueröffnung am Stadtrand 1883 verfügte das Observatorium über das damals größte Linsenfernrohr, und noch heute ist das Gebäude selbst die größte baulich geschlossene Sternwarte der Welt. Die Sternwarte ist der Längenbezugspunkt Österreichs (früher auch Ungarns) und Teil des Weltlängennetzes 1933 und 1957.
Die Alte Sternwarte (IAU-Code 545) und die Universitätssternwarte (IAU 045) wurden von der Internationalen Astronomischen Union zum Outstanding Astronomical Heritage erklärt.

## Geschichte
Die Geschichte der Astronomie in der Stadt Wien reicht bis ins 14. Jahrhundert zurück. Nach der Gründung der Universität Wien 1365 wurden dort von 1391 bis 1882 ständig Vorlesungen „Über Himmel und Erde“ gehalten. Im 15. Jahrhundert lehrten und forschten Johannes von Gmunden, Georg von Peuerbach und dessen Schüler Regiomontanus in Wien. Anfang des 18. Jahrhunderts richtete sich der Hofmathematiker Johann Jakob Marinoni auf dem Dach seines Wiener Hauses einen astronomischen Turm ein, in dem er hauptsächlich mit selbst angefertigten Instrumenten beobachtete.

### Erste Universitätssternwarte
Die Jesuiten, seit 1551 mit der Universitätsführung betraut, hatten schon 1714 das Museum mathematicum eingerichtet, mit optischen, astronomischen, geodätischen, geometrischen Gerätschaften, und einer Sammlung von Erd- und Himmelsgloben. Aktiv war hier Pater Joseph Franz (1704–1776).
Auf Anregungen Marinonis erbaute er 1733 auf dem Dach des Kollegiumsgebäudes ebenfalls eine eigene Sternwarte. Es war das erste ständige Observatorium Wiens. 1734 wurde Franz zum Professor für Mathematik, Experimentalphysik und Astronomie ernannt. Joseph Liesganig (1719–1799) wurde 1756–1773 sein Nachfolger.
Auf Anregung von Johann Joseph von Trautson begründete Kaiserin Maria Theresia 1755 ebenfalls eine Sternwarte für die Universität. Erster Direktor der Universitätssternwarte wurde der damals 35-jährige Jesuitenpater Maximilian Hell (1720–1792), ein Schüler von Franz, der den Aufbau leitete.
1773 wurde das Jesuitenkolleg aufgehoben und die Baulichkeiten in die Universität integriert. Die Observatoriumsbestände dürften in den Bestand der Universitätssternwarte übergegangen sein.

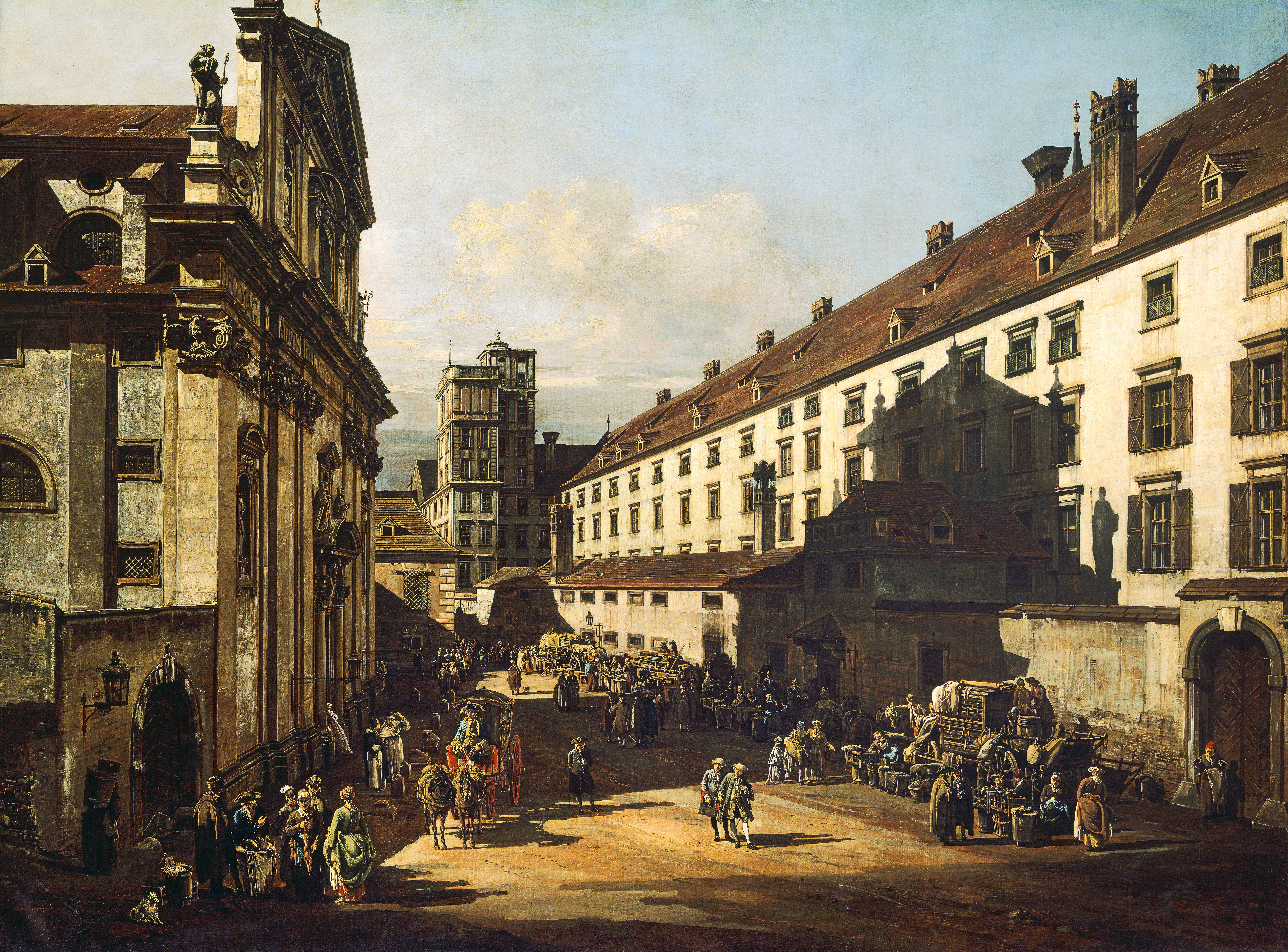
Das ehemalige Jesuitenkloster samt Stöcklgebäude und Sternwarteturm (Rechts; entlang des alten Dominikanerplatzes, heute Postgasse, links die Dominikanerkirche; Bernardo Bellotto vlg. Canaletto, um 1760)
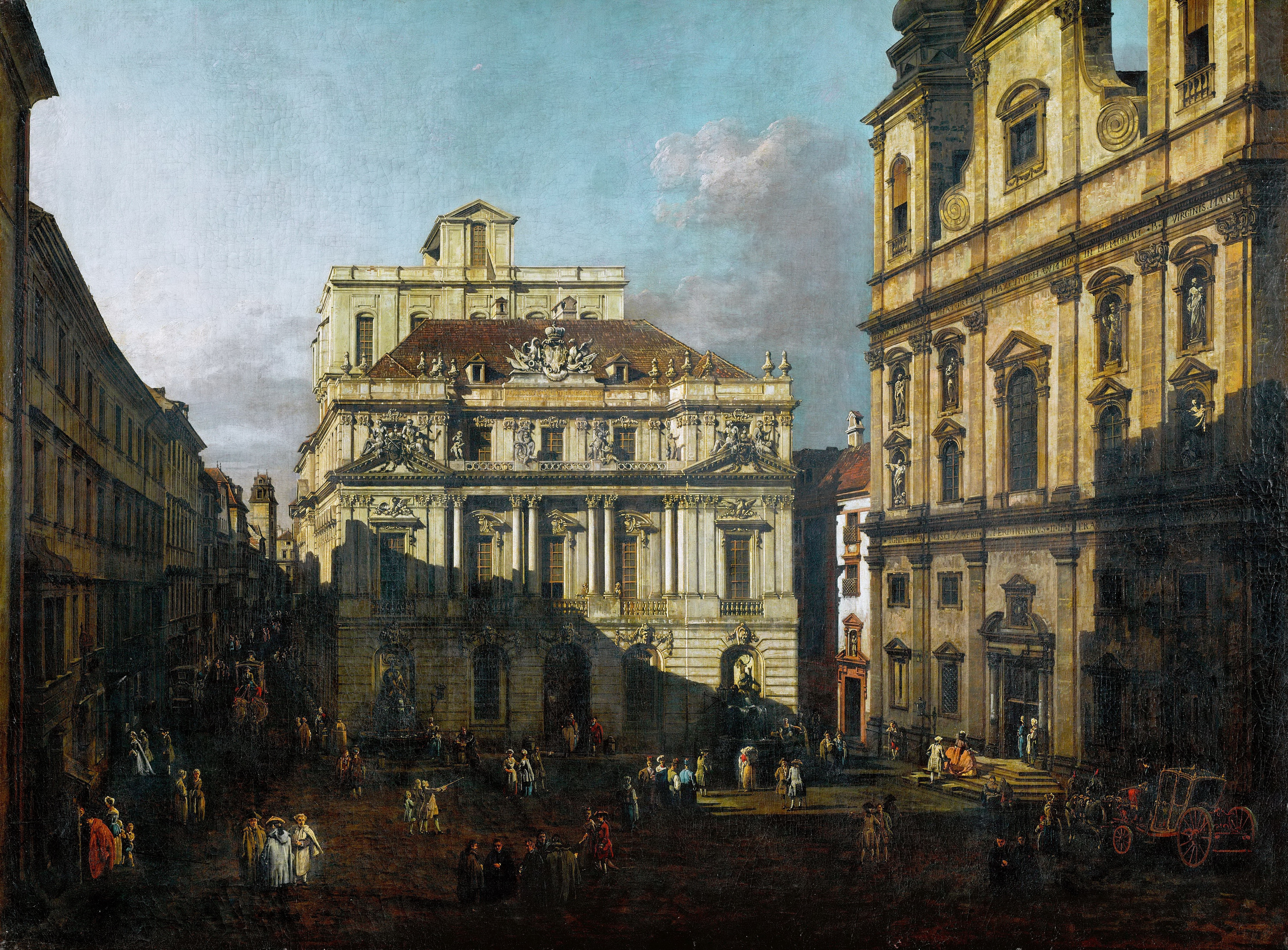
Die Neue Aula (am Ignaz-Seipel-Platz mit dem aufgesetzten Observatorium, rechts die Jesuitenkirche; Canaletto, 1758/61)

#### Baugeschichte
Der astronomische Aussichtsturm der Jesuiten, am Sternwartetrakt des Kollegs (heute Ecke Bäckerstraße/Postgasse) angebaut, war ein achtstöckiger, 45 m hoher, doppelt ausgeführter Turm mit einer offenen und einer überdachte Plattform. Von dieser Anlage sind nur mehr die unteren Geschoße erhalten.
Auf den Dächern der Neuen Aula neben der Jesuitenkirche (heute Sitz der Österreichischen Akademie der Wissenschaften am Dr.-Ignaz-Seipel-Platz) entstand in den Jahren 1753 bis 1754 ebenfalls ein Observatorium, das 1756 den Betrieb aufnahm. Das aufgesetzte Sternwartengebäude war ein schmaler vierstöckiger Holzbau.
Der Standort inmitten der Wiener Innenstadt erwies sich zunehmend als ungünstig. Durch Erschütterungen, Luftunruhe und -verschmutzung (verursacht durch aufsteigende, warme Luft und Ruß) wie auch die zunehmende Lichtverschmutzung durch die Straßenbeleuchtung wurden die astronomischen Beobachtungen und insbesondere präzise Positionsbestimmungen stark eingeschränkt. Hells Nachfolger Joseph Johann von Littrow regte daher ab 1800 den Bau eines neuen Gebäudes an.
Da das Vorhaben nicht genehmigt wurde, erfolgte 1825 ein Umbau, bei dem die bestehende Sternwarte völlig umgestaltet wurde. Ältere Teleskope wurden ersetzt, der vorhandene Aufbau musste einem Neubau weichen. Ein großer Beobachtungssaal für bewegliche Instrumente sowie ein Raum für fest montierte Geräte wurden eingerichtet, und zwei Türme mit beweglichen Kuppeldächern wurden errichtet. Auf einer Dachterrasse entstanden Beobachtungsräume für Meridianfernrohre, der dazugehörende Justierungspunkt waren die Meridiansäulen am Wienerberg. 1883 wurde ein weiterer Beobachtungsturm gebaut.
Die erhaltenen Teile der Sternwarte gehören zum UNESCO-Welterbe Historisches Zentrum von Wien und dem denkmalgeschützten Objekt Gesamtanlage Alte Universität.

#### Instrumente der ersten Sternwarte
Die erste Universitätssternwarte wurde zunächst mit den Geräten von Marinoni ausgestattet. Im Laufe der Zeit wurden neue Instrumente angeschafft, vor allem beim Umbau 1825–1831.
Das Hauptinstrument war ein hervorragender Refraktor mit 16 cm Öffnung aus der Fertigung von Josef Fraunhofer aus dem Jahr 1825. Daneben nutzte man zwei weitere Fernrohre von Fraunhofer, ein „Mittagsrohr“ zur Bestimmung des lokalen Mittags (Meridiandurchgang der Sonne), einen kurzbrennweitigen Refraktor (Kometensucher) und ein Universalinstrument von Reichenbach. Zur Bestimmung von Sternörtern wurden ein Höhenkreis mit 24″ Durchmesser, ein tragbares Äquatorial, ein Höhen- und Azimutalkreis sowie ein 10″-Spiegelsextant von Troughton eingesetzt. Ferner verfügte man über ein Katersches Reversionspendel, eine Zentriermaschine zur Ausrichtung der Fernrohre und zwei Dynameter von Ramsden und Carry zur Bestimmung der Vergrößerung der Fernrohre. Zur Zeitmessung verwendete man fünf astronomische Pendeluhren von Molyneux, Graham, Auch und Geist sowie einen in Gold gefassten Chronometer von Arnold.
Die Instrumente der ersten Sternwarte sind teilweise im Museum des heutigen Instituts im Sternwartepark (Wien XVIII) ausgestellt, teilweise im Sternwartemuseum zu besichtigen.

#### Erste Forschungen und Beobachtungen
Unter der Leitung von Hell erlangte die Universitätssternwarte internationale Anerkennung. Er verfasste ein Werk in 37 Bänden, die Ephemerides astronomicae ad meridianum Vindobonensem, in denen die Ephemeriden für die Jahre 1757 bis 1792 veröffentlicht wurden. Hier wurden auch viele Positionsmessung von Sternen, Planeten und Jupitermonden getätigt. Liesganig und Hell beobachteten den Venusdurchgang von 1761 auf der Universitätssternwarte und jenen von 1769 Liesganig in Wien und Hell in Vardø (Norwegen). Aus den Beobachtungen dieser beiden Venusdurchgänge berechnete Hell den Abstand zwischen Sonne und Erde zu 152 Millionen Kilometer (moderner Wert 149,6 Millionen Kilometer).
Weitere Aktivitäten der Sternwarte bestanden in damals noch schwierigen geografisch-astronomischen Längenbestimmungen. Diese gehen insbesondere auf Liesganig an der Jesuitensternwarte zurück, der 1757 mit seinem 10-Fuß-Zenit-Sektor die Polhöhe Wiens bestimmt hatte, und 1761–1769 im Auftrag Kaiserin Maria Theresias den Wiener Meridian und den ungarischen Referenzmeridians bestimmte. Deswegen wurde die Sternwarte Wien Längenbezugspunkt des Kaisertums Österreich für die Josephinische Landesaufnahme und Franziscäische Landesaufnahme. Diese Agenden sind an das Bundesamt für Eich- und Vermessungswesen (BEV) übergegangen, dessen Vorläufer, die 1806 gegründete Topographische Anstalt, primär mit den Vermessungsaufgaben auf Basis der an der Sternwarte erstellten astronomisch-geodätischen Grundlagen beschäftigt war.
Auch präzise astronomische Zeitbestimmungen standen am Programm. Dem Turmwärter des Stephansdomes wurde die genaue Mittagszeit übermittelt, von 1822 an übernahm die Sternwarte die Regulierung der Wiener Turmuhren durch Übersendung von (vermutlich optischen) Zeitzeichen. Auch diese Aufgaben führt heute das BEV.
Weiters war die Sternwarte auch eine meteorologische Beobachtungsstation, hier wurden Wetterdaten aufgezeichnet. Die Messdaten der Jesuiten schienen verlorengegangen zu sein, konnten jedoch 1768/1769 in den Ephemerides Astronomicae anni 1793 wiedergefunden werden. Seit 1775 wurde die Reihe Meteorologische Beobachtungen an der Wiener Sternwarte publiziert. Später wurden die Daten täglich in der Wiener Zeitung veröffentlicht, bis diese Aufgabe die 1851 gegründete Zentralanstalt für Meteorologie und Geodynamik (ZAMG) übernahm (die Reihe der Sternwarte wurde bis 1855 publiziert). Die ab 1775 geschlossene Zeitreihe bildet zusammen mit den Daten ab Jahr 1760 aus Kremsmünster eine wichtige Basis der HISTALP-Zeitreihe.

### Die neue Universitätssternwarte

#### Baugeschichte

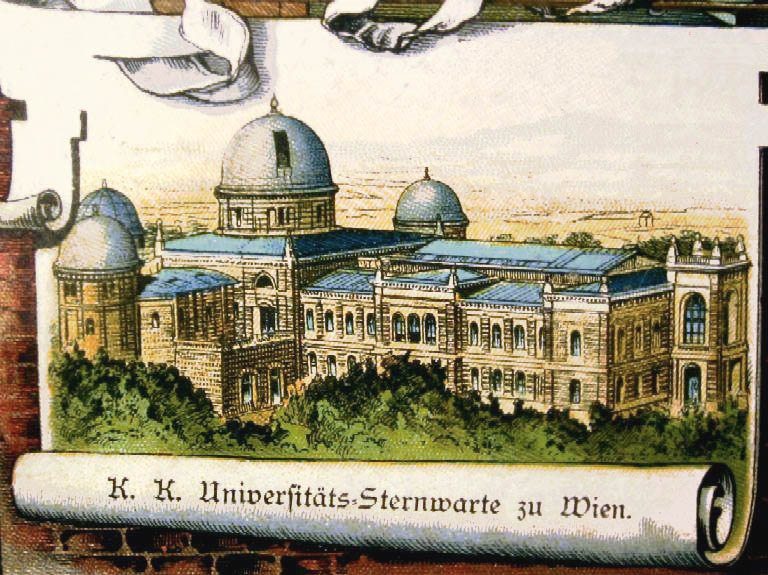
Universitätssternwarte Wien, Darstellung von 1888

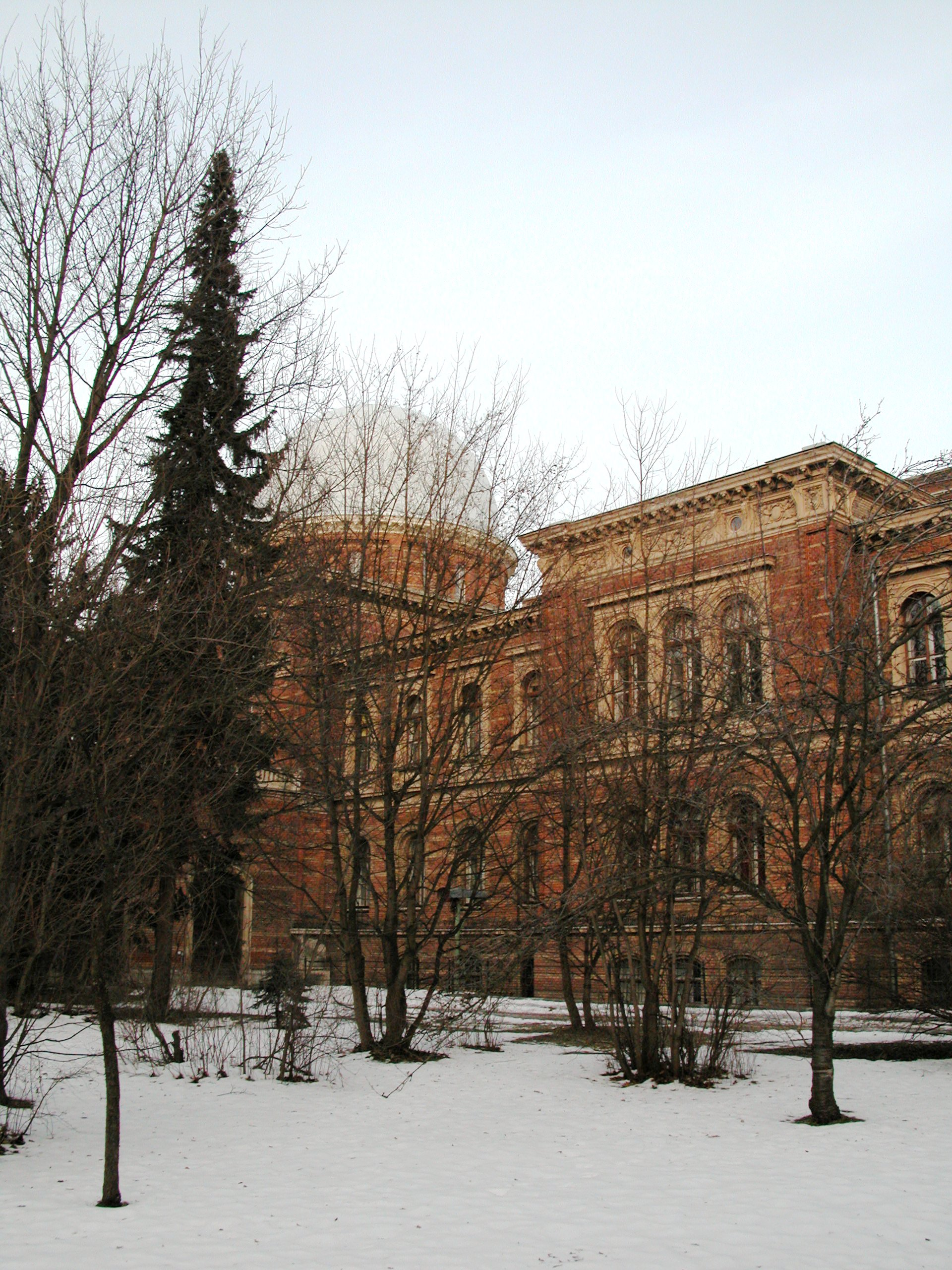
Universitätssternwarte Wien

1842 übernahm Littrows Sohn Karl Ludwig von Littrow den Posten des Direktors und versuchte erneut, einen Neubau durchzusetzen. 1846 legte er den zuständigen Behörden entsprechende Pläne vor, die wiederum abgelehnt wurden. Mit Unterstützung einflussreicher Persönlichkeiten erhielt Littrow 1850 die Gelegenheit, ein detailliertes Konzept für einen Neubau vorzustellen. Darin forderte er einen erschütterungsfreien, von Vegetation umgebenen, staubfreien Standort auf einer Anhöhe. Geeignet war ein Hügelrücken nahe dem Wiener Linienwall. Als 1858 die Aufhebung des bestehenden Bauverbots am Linienwall und seinen Vorwerken erfolgte, erhielt Littrow noch im gleichen Jahr die Genehmigung für einen Neubau auf der Türkenschanze.
Als 1867 der Neubau des Hauptgebäudes der Universität geplant war, bestanden Überlegungen zur Errichtung einer Sternwarte auf dem Dach des Gebäudes. Da das Vorhaben jedoch nicht realisiert wurde, übertrug man Littrow die Aufgabe, eine Sternwarte zu gründen, die eine führende Rolle in der damaligen Donaumonarchie übernehmen sollte. Nach Studienreisen zu Sternwarten in Deutschland, England und den USA nahm man schließlich die ebenfalls in Kreuzform angelegte neue Berliner Sternwarte zum Vorbild.
Als Standort wählte man ein 5,5 Hektar großes Gelände an der damals noch wenig besiedelten alten Türkenschanze in der damals noch selbständigen Gemeinde Währing. Die Planung des Baus, als Kombination von Wohn- und Beobachtungstrakt, wurde dem Büro Fellner & Helmer übertragen, das durch den Bau von Theater- und Konzerthallen bekannt geworden war. Von 1874 bis 1879 erfolgten die Bauarbeiten an der Sternwarte, die nach Vorbild der Berliner Sternwarte in Kreuzform errichtet wurde.
Das Zentrum des Gebäudes bildet die 14 m große Hauptkuppel, umgeben von drei weiteren, kleineren Kuppeln am Ende des nördlichen, westlichen und östlichen Traktes. Der Südtrakt beherbergte die Wohn- und Arbeitsräume der Astronomen. Mit einer Länge von 101 m und einer Breite von 73 m ist sie bis heute das größte baulich geschlossene Sternwartengebäude der Welt. Littrow konnte die Fertigstellung nicht mehr erleben, da er 1877 verstarb. Der vollständige Umzug des Instituts für Astronomie war erst 1882 abgeschlossen. Noch heute ist die Wiener Universitätssternwarte mit einer Breite von 73 Metern und einer Länge von 101 Metern das größte Sternwarte-Gebäude Europas. Die feierliche Eröffnung erfolgte am 5. Juni 1883 durch den ersten Direktor der neuen Sternwarte, Edmund Weiss, in Anwesenheit von Kaiser Franz Joseph I.
1926 wurde von der Absicht berichtet, die Wiener Universitätssternwarte nach Neumarkt in Steiermark zu verlegen, da im Dunstkreis einer Großstadt die Beobachtung sehr erschwert sei. Außerdem würde durch die Verlegung den Universitäten in Graz und Innsbruck die Möglichkeit gegeben werden, sich einer modernen Sternwarte zu bedienen.
Als Anfang der 1970er Jahre ein etwa 6000 m² Grundfläche umfassender Neubau des Zoologischen Instituts der Universität Wien geplant war, kam es zum Konflikt um den Sternwartepark. In einer Volksbefragung am 26. Mai 1973 entschieden die Bürger von Wien gegen diese Bebauung des Parks.
Im Jahr 2015 wurde eine langjährige Renovierung sämtlicher Außenfassaden des Gebäudes abgeschlossen. Seit 2017 ist ein Großteil des Gebäudeinneren barrierefrei erreichbar.
Die Gesamtanlage steht unter Denkmalschutz (Universitätssternwarte Wien mit Nebengebäuden).

#### Instrumente der neuen Sternwarte

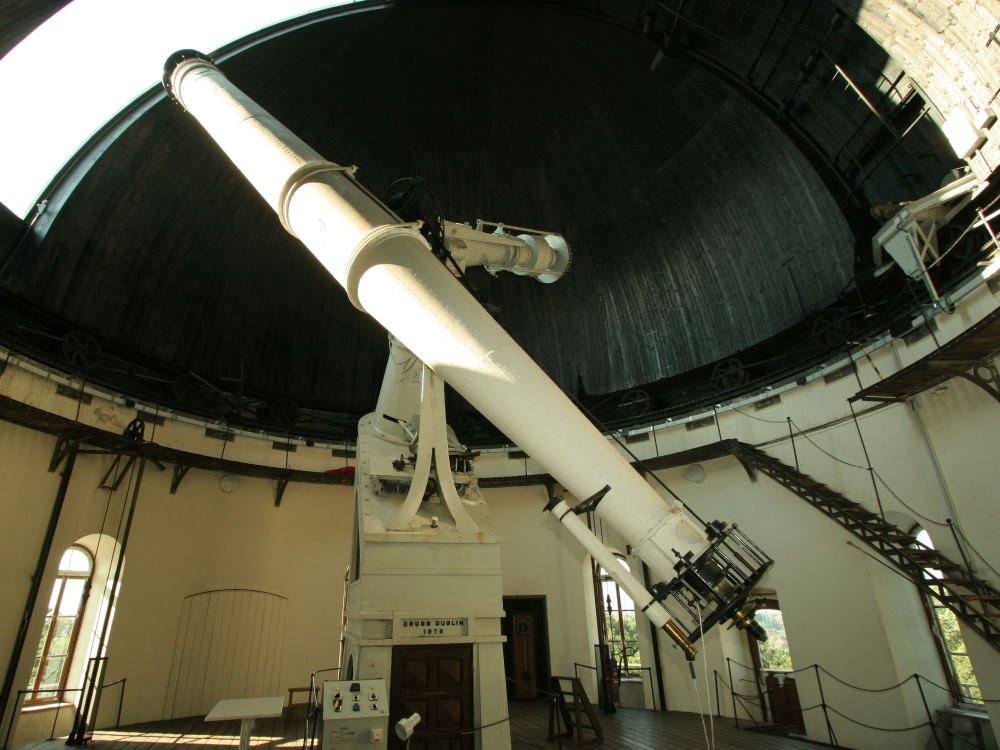
Großer Refraktor der Universitätssternwarte Wien

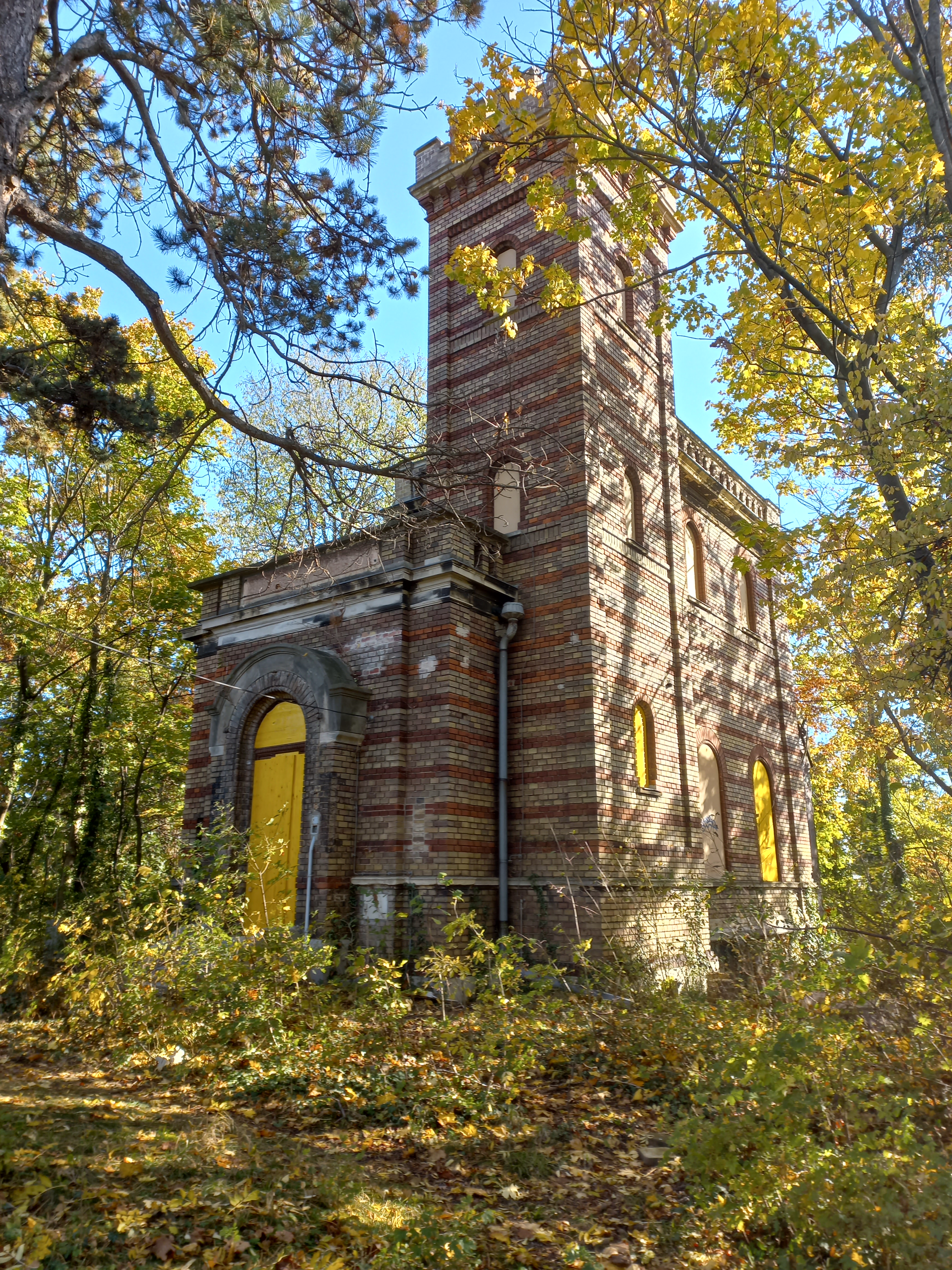
Gebäude des Rothschild-Coudé im Oktober 2022

In der Hauptkuppel befindet sich der große Refraktor mit 68 cm Öffnung und 10,5 m Brennweite. Er wurde von der irischen Firma Grubb 1878 hergestellt. Zum Zeitpunkt seiner Errichtung war dieses Instrument der größte Refraktor der Welt, wurde an Größe nur von den Spiegelteleskopen Leviathan, dem Great Melbourne Telescope sowie dem 83-cm-Teleskop des Observatoire de Toulouse übertroffen. Leviathan wurde zu diesem Zeitpunkt aber nicht mehr genutzt, das Great Melbourne Telescope konnte mit seinem Metallspiegel nicht die erwarteten Leistungen erbringen, und das Teleskop in Toulouse hatte eine mangelhafte Montierung, sodass der Große Refraktor das leistungsfähigste Teleskop dieser Zeit war. Bereits 1885, zwei Jahre nach der Eröffnung der Universitätssternwarte, wurde am Pulkowo-Observatorium ein noch größerer Refraktor mit 76 cm Öffnung in Dienst gestellt, womit der Wiener Refraktor auch seinen Status als größtes Linsenteleskop verlor. Jedoch zählt das Instrument noch heute zu den zehn größten jemals gebauten Refraktoren.
In der Nordkuppel war ursprünglich ein kurzbrennweitiger Refraktor (Kometensucher) der Firma Maerz mit 16,2 cm Öffnung und 1,5 m Brennweite im Einsatz. Das Gerät wurde später durch ein 40-cm-Spiegelteleskop von Bernhard Schmidt ersetzt. Seit 2002 befindet sich dort ein modernes Cassegrain-Teleskop mit 80 cm Öffnung und 6,64 m Brennweite.
In der Westkuppel ist ein Refraktor mit 30 cm Öffnung und 5,2 m Brennweite der Firma Clark aus Boston aufgestellt. Das Teleskop war bei der Inbetriebnahme der Sternwarte das zweite Hauptinstrument. In der Ostkuppel wurde zunächst der 15-cm-Fraunhofer-Refraktor der alten Sternwarte aufgestellt. Heute befindet sich dort ein 20-cm-Refraktor von Starke & Kammerer, der 1928 von seinem Standort an der Technischen Hochschule Wien hierher gebracht wurde.
In den Verbindungstrakten zwischen dem Hauptgebäude und der West- bzw. Ostkuppel war die Aufstellung von Durchgangsinstrumenten vorgesehen. Während im westlichen Meridiansaal ein Meridiankreis und ein Passageninstrument montiert waren, wurde der für den östlichen Trakt vorgesehene Meridiankreis nie realisiert. Heute befinden sich in diesen Gebäudeteilen Büro- und Bibliotheksräume.
Im westlichen Teil des Sternwartegeländes steht ein Nebengebäude, in dem seinerzeit ein Coudé-Fernrohr mit 38 cm Öffnung und 25 m Brennweite aufgestellt war. Gerät und Gebäude hatte 1885 Albert Freiherr von Rothschild gestiftet. Im Außenbereich befinden sich weiters ein modernes Zenitteleskop – dessen Pfeiler auch als Referenzpunkt für die zweite Weltlängenbestimmung (um 1960) und die Geoidstudie Wien diente – sowie ein historischer Doppelrefraktor. Letzterer ist ein Astrograf von Steinheil mit 33 cm Öffnung und 3,3 m Brennweite mit einem Leitfernrohr von 25 cm Öffnung (mit ebenfalls 3,3 m Brennweite). Dieses Gerät war ebenfalls von Baron Rothschild gespendet worden.

#### Forschungen und Entdeckungen
Erster Direktor der neuen Universitätssternwarte wurde Edmund Weiss, seit 1869 Professor für Astronomie und maßgeblich mitbeteiligt an der Planung der Sternwarte. Weiss konnte Johann Palisa von der Marinesternwarte Pola als Mitarbeiter gewinnen, den seinerzeit erfolgreichsten Entdecker von Asteroiden. Palisa sollte in Wien zwischen 1881 und 1923 noch 94 weitere Asteroiden (insgesamt 123) auffinden und für mit Heidelberg koordinierte Bahnbestimmungen sorgen. Darüber hinaus wurden über 70 „Nebelflecke“ entdeckt, die später großteils als Galaxien identifiziert wurden. Die Mehrzahl dieser Entdeckungen gelang Rudolph Spitaler in den Jahren 1890 bis 1892 mit dem großen Refraktor. Darüber hinaus fand Spitaler 1890 auch einen periodischen Kometen, der heute die Bezeichnung 113P/Spitaler trägt.
Nach Weiss übernahm Joseph von Hepperger 1909 die Leitung der Sternwarte. Infolge des Ersten Weltkrieges und der schlechten wirtschaftlichen Situation der Nachkriegsjahre standen Hepperger nur sehr begrenzte finanzielle Mittel zur Verfügung. Sein Nachfolger, Kasimir Graff aus Hamburg, konnte einige Verbesserungen der Sternwarten-Ausstattung durchsetzen, wie den Einbau einer großen Hebebühne, welche die Beobachtung am großen Refraktor erleichterte. Graff selbst war unter anderem Spezialist für Planetenbeobachtung, wurde aber während der Zeit des Dritten Reiches (1938 bis 1945) aus politischen Gründen zwangspensioniert. Von 1940 bis 1945 übernahm Bruno Thüring den Posten. Nach einer zweiten Amtszeit Graffs folgten ihm die ebenfalls aus Deutschland berufenen Ordinarien Josef Hopmann (ein bekannter Doppelstern- und Mondforscher) sowie der Astrophysiker Joseph Meurers nach, während die Theoretische Astronomie bis in die 1980er-Jahre von Konradin Ferrari d’Occhieppo gelehrt wurde.
Im 20. Jahrhundert verlagerte sich die Arbeit der Astronomen zunehmend von den klassischen Gebieten der Astronomie (Zeitbestimmung und Astrometrie) in die Astrophysik. Objektivierte Beobachtungsmethoden, wie Astrofotografie und Fotometrie, haben die visuelle Beobachtung verdrängt. Gleichzeitig verschlechterten sich die Beobachtungsbedingungen, da die Stadt Wien sich weit über den Ort der ursprünglich in Stadtrandlage errichtete Sternwarte ausgedehnt hatte. Der Hauptobservator Johann Palisa schrieb schon 1924, „daß die Wiener Sternwarte mit ihrem großen Refraktor heute nicht mehr auf dem richtigen Platze steht, und daß es an der Zeit ist, an ihre Verlegung zu denken und zu schreiten“. Zur Zeit der österreichischen Wirtschaftskrise war dies freilich nicht realisierbar.

## Aktivitäten

### Wissenschaft

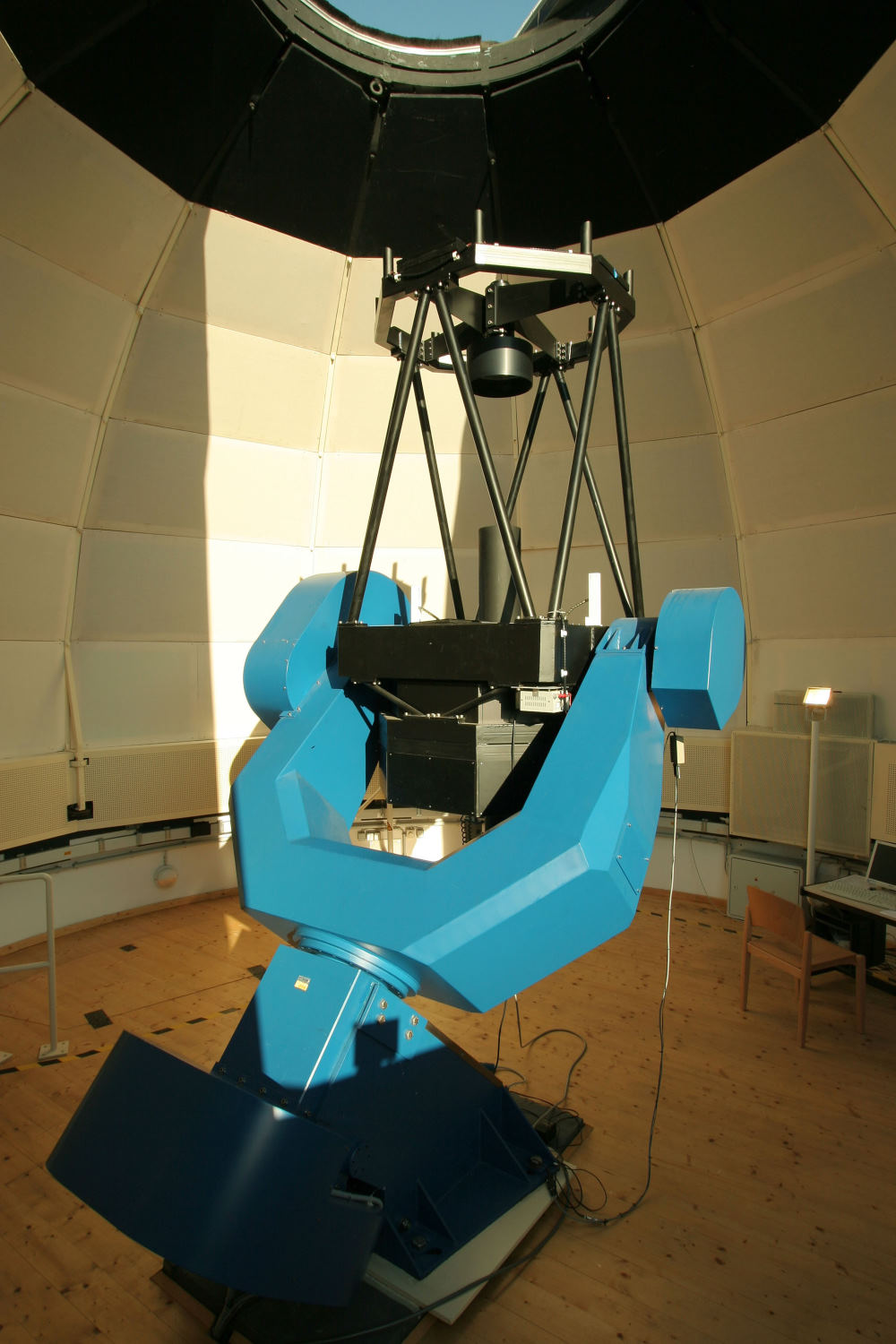
Das „vienna little telescope“

Um der Lichtverschmutzung und den schlechten Sichtbedingungen einer Großstadt auszuweichen, wurden ab etwa 1960 mögliche Standorte für ein Großteleskop geo- und klimatologisch untersucht und ein Nebengipfel des Schöpfl im westlichen Wienerwald gewählt. Dank Sponsoring von Wien und Niederösterreich konnte schon 1969 das Leopold-Figl-Observatorium als Außenstation der Universitätssternwarte eröffnet werden. Dort steht den Astronomen ein Ritchey-Chrétien-Cassegrain-Teleskop mit einem Hauptspiegeldurchmesser von 1,5 m zur Verfügung sowie in einem Nebengebäude ein 60-cm-Spiegelfernrohr.
Am Wiener Institut kommt ein kompakt gebautes 80-cm-Cassegrain-Teleskop für Lehr- und Forschungsaufgaben zum Einsatz. In Anspielung auf das Very Large Telescope (VLT) der ESO wird dieses Teleskop von den Mitarbeitern des Instituts auch als „vienna little telescope“ (vlt) bezeichnet. Der große 68-cm-Refraktor von 1878 dient heute vorwiegend Demonstrationszwecken.
Das Institut für Astrophysik, das sich innerhalb des Gebäudes aufhält, ist Teil der Fakultät für Geographie, Geowissenschaften und Astronomie der Universität Wien. Außerdem ist an der Nutzung des VSC-3, dem Vienna Scientific Cluster, beteiligt, welches High Performance Computing (HPC) einem Konsortium aus österreichischen Universitäten ermöglicht.
Die Arbeitsgruppen des Wiener Instituts für Astrophysik forschen heute auf zahlreichen beobachtenden und theoretischen Gebieten. Zu den Schwerpunkten zählen stellare Astrophysik, magnetisch aktive Sterne, Exoplaneten, Stabilität und Chaos im Sonnensystem, extragalaktische Forschung (unter anderem Galaxien im frühen Universum), Infrarot-, Radio- und Röntgenastronomie sowie Satellitenprojekte (Entwicklung von Software und Hardwarekomponenten für Weltraumobservatorien wie Herschel, ARIEL, SMILE, PLATO, CHEOPS, GAIA, Athena, BRITE; Bodenstation für den Satelliten MOST). Mitglieder des Instituts leiten ein nationales Großprojekt im Zusammenhang mit der Instrumentierung des zukünftigen Extremely Large Telescope (ELT) der Europäischen Südsternwarte für drei Instrumente, davon zwei First-Light-Instrumente.
Außerdem wird ein Monitoringprogramm zur Lichtverschmutzung betrieben, zusammen mit dem Institut für Astrophysik der Universität Wien am Leopold-Figl-Observatorium, dem Observatorium der Universität Graz (Lustbühel), dem Lichtmessnetz Oberösterreich (23 Stationen), sowie dem Leibniz-Institut für Astrophysik Potsdam-Babelsberg und dem Institut für Astronomie der Universität Stockholm.
Neben dem Forschungsbetrieb findet auf der Universitätssternwarte Wien auch der Lehrbetrieb für das Studium der Astronomie im Rahmen der Universität Wien statt.
Der Bücherbestand der Bibliothek reicht bis ins 15. Jahrhundert zurück, darunter fünf Bücher vor 1500 erschienen, 56 vor 1600 gedruckt und um die 500 vor 1800. Sie gehört heute zur Universitätsbibliothek Wien.

### Öffentlichkeitsarbeit

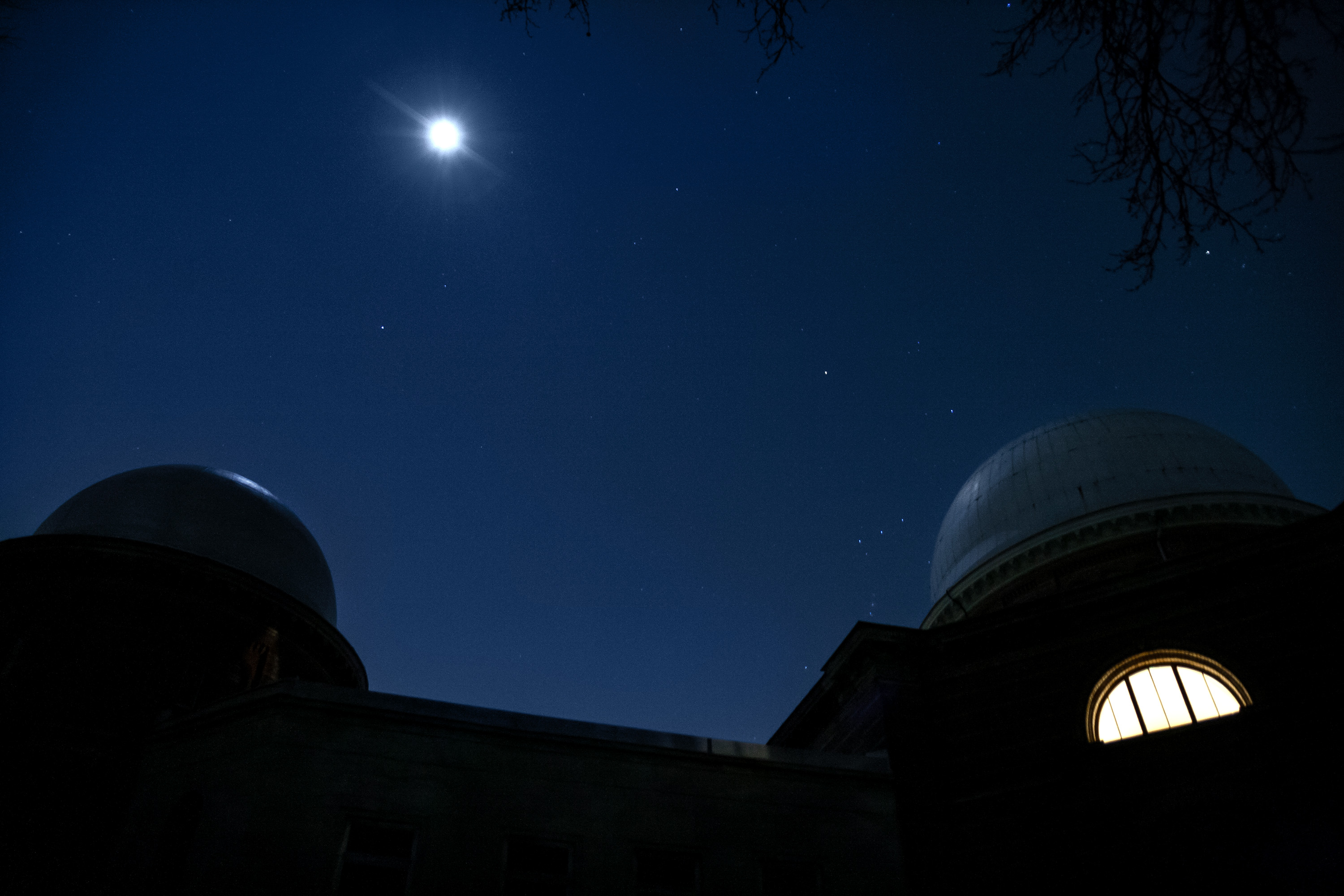
Nächtlicher Himmel über der Sternwarte (2016)

1990 wurde im Südtrakt des Institutsgebäudes, in der ehemaligen Direktorswohnung, ein kleines Museum mit Schausammlung eingerichtet. Diese umfasst unter anderem einige der historischen Bücher und astronomische Instrumente, die deren Entwicklung bis in die Gegenwart darstellen. Weitere Schaustücke stehen im Sternwartepark.
Das Museum, aber auch die Universitätssternwarte insgesamt, kann im Zuge öffentlicher Führungen besichtigt werden. Neben Führungen finden in der Universitätssternwarte auch immer wieder Veranstaltungen statt, so ist das Institut permanent Teilnehmer der Langen Nacht der Forschung oder bietet jeden zweiten Freitag im Monat einen Vortrag von Wissenschaftlern und Wissenschaftlerinnen unter dem Titel „Nachts auf der Sternwarte“ an.
Das Projekt Virtuelles Museum der Universitätssternwarte Wien: Glanzlichter aus 543 Jahren Astronomiegeschichte, ein Teil des Phaidra-Projekts der Universitätsbibliothek Wien, macht eine Auswahl von historischen Objekten aus dem Museum der Universitätssternwarte online zugänglich.

## Publikationen
- Meteorologische Beobachtungen an der K. K. Wiener Sternwarte. 1775–1855.
- Annalen der K. K. Sternwarte in Wien. 1821–1879.